# Палмейра д'Уести
Палмейра д'Уести е община в щата Сао Пауло, Бразилия. Градът е с население от 9227 жители и площ от 319,2 km2.
Палмейра д'Уести е част от мезорегиона Сао Жозе ду Рио Прето.